# Auto's van A tot Z

## A

Auto

AAA (F) - AAA (D) - Abadal - Abarth - AC Propulsion - Acura - AEC - A.G. Alfieri - Aixam - Ajax - Akkermans - Alfa Romeo - Alfa Romeo 156 - Alfa Romeo 159 - Alfa Romeo 2600 - Alfa Romeo Alfasud - Alfa Romeo Alfetta - Alfa Romeo Brera - Alfa Romeo Giulia - Altena - Altona - Alvis - Ambulance - Amuza - Amuza Grand Chauffeur - Anderheggen - ABS - ANWB - APAL - Alpha Sports - APK - Argo - Audi - August Horch - Audi 80/90/4000 - Audi A3 - Audi A4 - Audi A5 - Audi A6 - Audi A8 - Audi Q7- Audi Q8 - Audi S8 - Austin - Austin Allegro - Austin-Healey Sprite - Austin Seven - Auto - Automerk - Automerken alfabetisch - Auto-Miesse - Australian Kitcar - Autoradio - AutoRAI - Autosalon van Genève - Autosnelweg - Autosport - Autotechniek - Autoweg - Autowrak - Ariel

## B
Barkas - Belcar - Belgische automerken - Bentley - Bentley Azure - Bentley Continental GT - Bentley Brooklands - Benzine - Berm - Bermuda Buggy - Benz - Berline -  Bij 't Vuur - Birchfield - Bitter - BMW - BMW 02-reeks - BMW 1-serie - BMW 123d - BMW 130i Cup - BMW 135i - BMW 1800 - BMW 2002 - BMW 3-serie - BMW 328 - BMW 5-serie - BMW 5-serie GT - BMW 6-serie - BMW 7-serie - BMW 8-serie - BMW Alpina B3 Bi-Turbo - BMW Alpina D3 Bi-Turbo - BMW CS1 - BMW Concept CS - BMW E3 - BMW E21 - BMW E23 - BMW E28 - BMW E32 - BMW E34 - BMW E36 - BMW E38 - BMW E39 - BMW E46 - BMW E53 - BMW E60 - BMW E63 - BMW E65 - BMW E70 - BMW E85 - BMW E89 - BMW E90 - BMW F01 - BMW F10 - BMW H2R - BMW M1 - BMW M1 Hommage Concept - BMW M3 - BMW M3 CSL - BMW M3 E92 - BMW M5 - BMW M50 - BMW M6 - BMW M6 Cabrio - BMW Museum - BMW N62 - BMW Sauber C29 - BMW Sauber F1 Team - BMW Turbo - BMW Viercilinder - BMW Welt - BMW X1 - BMW X3 - BMW X5 - BMW X5 4.8i - BMW X6 - BMW X7 - BMW Z07 - BMW Z1 - BMW Z3 - BMW Z3 Coupé - BMW Z3 Roadster - BMW Z4 - BMW Z4 Coupé - BMW Z4 Coupé Concept - BMW Z4 M Roadster - BMW Z4 Roadster - BMW Z8 - BMW nieuwe klasse - Bristol Cars - British Leyland - Broc - Bollinckx - Borland - Bovy - Bugatti - Bugatti Royale Coupé Napoléon Type 41 - buggy

## C
Cabriolet - Cadillac - Carbontech - Carpoolen - Carrosseriebouwers - Chevrolet - Chrysler - Circuit Park Zandvoort - Citeria - Citroën - Citroën ID/DS - Citroën AX - Citroën BX - Citroën CX - Citroën GS - Citroën 2CV - Citroën Dyane - Citroën XM - Citroën Axel - Citroën Saxo - Citroën Visa - Citroën SM - Citroën C1 - Citroën C2 - Citroën C3 - Citroën C4 - Citroën C5 - Citroën C6 - Citroën C8 - Citroën Traction Avant - Classic Revival - Classic Revival 250 GTO - Classic Revival ID 427 Kobra - Cobra Craft- Conceptauto

## D
DAF - DAF 600 - DAF 750 - DAF Daffodil - DAF 33 - DAF 44 - DAF 55 - DAF 66 - Daimler - Daimler AG - Daktari - Daytona - Deauville (automerk) - DeLorean - Deuce Customs - Devaux - Dieselolie - Diesel, Rudolf - Dieselmotor - Dodge - Dodge Viper SRT-10 - Donkervoort - DRB - Dynamo

## E
Edran - Elfin - EMW - Entrop - European Automotive Hall of Fame - Europese emissiestandaard - Excelsior - Eysink

## F
Faralli & Mazzanti - Farboud - Ferrari - Ferrari Mondial - FIAT - Fiat 124 - Fiat 125 - Fiat 126 - Fiat 127 - Fiat 128 - Fiat 500 (1957) - Fiat 500 (2007) - Fiat 850 - Fiat Bravo - Fiat Bravo (2007) - Fiat Cinquecento - Fiat Croma - Fiat Idea - Fiat Multipla - Fiat Panda - Fiat Punto - Fiat Regata - Fiat Tipo - Fiat X1/9 - File - Finch - FN - Fondu - Ford - Ford Capri - Ford Cortina - Ford Escort - Ford Fiesta - Ford Focus - Ford Ka - Ford Mondeo - Ford Mustang - Ford Puma - Ford Sierra - Formule 1 - FSO - FSM

## G
Gatso - General Motors - Germain - Gewestweg - G-Force - G-Force Cobra - Ginaf - GMC - Goggomobil - Groninger Motorrijtuigen Fabriek - Gruno

## H
Haflinger - Hammel - HAM - Hanomag - Henry Ford - Holden - Holden Adventra - Holden Caprice/Statesman - Holden Commodore/Berlina/Calais - Holden Commodore/Berlina/Calais Berline - Holden Commodore/Berlina/Calais Break - Holden Crewman - Holden Monaro - Holden Monaro Coupé - Holden One Tonner - Honda - August Horch - Horch (automerk) - Hostaco - Hulas - Hummer - Hybride auto - Hyundai Motor Company

## I
Internationale Automobilausstellung (IAA) - IFA - Imperia - Imperia-Abadal

## J
Jaguar Cars - Jeep - Jensen FF - Jensen Interceptor (1950-1957) - Jensen Interceptor (1966-1976) - Jonckheere

## K
Kenteken - Kentekenplaat - Kia - Klopvastheid - Koenigsegg

## L
Lada - Lamborghini - Land Rover - Lancia - Lexus - Liefkenshoektunnel - Lidtke - Lijst van automerken naar land - Lijst van automerken (alfabetisch) - Lijst van Belgische automerken - Lijst van carrosseriebouwers - Lijst van Nederlandse automerken - Lotus - Lpg - Lynk & Co

## M
Maserati - Matra - Maybach - Max - MaX5 - Mazda - Meeussen - Mega - Mercedes - Mercedes-Benz - Messerschmitt - Metallurgique - MG - Miele - Miesse - Minerva - Mini - Mitsubishi Motors - Monteverdi - Morgan - Morris - MyColor

## N
Nagant - Nederlandse automerken - Nederlands kenteken - Neerlandia - Nekaf - Nissan - Noble - NSU - Nuna 2

## O
Oldtimer - Onderstuur - Opel - Opel Kadett - Oracle - Organisation Internationale des Constructeurs d'Automobiles - Ottomotor - Overstuur

## P
Pagani Automobili - Pagani Zonda - Panoz - Peel - Peel P50 - Peugeot - Peugeot 104 - Peugeot 106 - Peugeot 107 - Peugeot 201 - Peugeot 202 - Peugeot 203 - Peugeot 204 - Peugeot 205 - Peugeot 206 - Peugeot 206 CC - Peugeot 207 - Peugeot 304 - Peugeot 306 - Peugeot 307 - Peugeot 308 - Peugeot 309 - Peugeot 404 - Peugeot 405 - Peugeot 406 - Peugeot 407 - Peugeot 504 - Peugeot 607 - Peugeot 807 - Peugeot 907 - Peugeot 908 RC - Peugeot 1007 - Peugeot 4007 - Peugeot Bipper - Peugeot Partner - Peugeot P4 - Pinzgauer - Pipe - Pontiac GTO  - Porsche 911 - Porsche 912 - Praga - Prototype - Provinciale weg - Provincieweg - Proton - PSA Peugeot Citroën

## Q
Qoros 3 - Quadricycle

## R
Rally - Rallycross - Range Rover - Reliant - Rem - Renault - Renault 4 - Renault 4CV - Renault 5 - Renault 7 - Renault 8 - Renault 19 - Renault 21 - Renault 25 - Renault Avantime - Renault Dauphine - Rex-Simplex - Rover - Rijbewijs - Rijkswegen in Nederland - Rijksweg 1 - Rijksweg 2 - Rijksweg 4 - Rijksweg 5 - Rijksweg 6 - Rijksweg 7 - Rijksweg 8 - Rijksweg 9 - Rijksweg 10 - Rijksweg 12 - Rijksweg 13 - Rijksweg 15 - Rijksweg 16 - Rijksweg 20 - Rijksweg 27 - Rijksweg 28 - Rijksweg 29 - Rijksweg 30 - Rijksweg 32 - Rijksweg 35 - Rijksweg 37 - Rijksweg 38 - Rijksweg 50 - Rijksweg 59 - Rijksweg 73 - Rijksweg 76 - Rolls-Royce - Ruitenwisser - Russo-Balt

## S
Saab - Sachsenring - Schijfrem - SEAT - Sedan - Simca 1000 - Simca 1100 - Simca 1300/1500 - Simca Aronde - Simca F594 - Simca Vedette - Simplex - Singer - Škoda - Smart - Spartan - Spits - Springuel - Spyker (tot 1925) - Spyker (vanaf 2000) - SsangYong - Standard - Star (Wolverhampton) - Steyr-Daimler-Puch - Stichting Nationale Autopas - Subaru - Sunbeam - Suzuki - Swallow Sidecar Company

## T
Talbot - Tata - Tata Nano - Tatra - Taxi - Tesla Motors - Th!nk - Tolweg - Toyota - Trabant - Trajectcontrole - Triumph - Trommelrem

## U
Umweltprämie

## V
Vandenbrink - Vanden Plas - VDL NedCar - Versnellingsmechaniek - Viertaktmotor - Vincke - Vivinus - Volkswagen - Volkswagen Brasilia - Volkswagen Golf - Volkswagen Lupo - Volkswagen Kever - Volkswagen Transporter - Volvo - Voorwielaandrijving

## W
Wankelmotor - Wartburg - Wasstraat - Weerstandscoëfficiënt - Weg - Wegverharding - Wegverkeer - Westerscheldetunnel - Widi - Wiel - Wiesmann - Wijkertunnel - Willys MB - Willys-Overland - Wolseley

## Y
Yakovlev & Frese - Yes! - Yugo

## Z
ZAZ - Zastava - Zastava Yugo Koral - Zeelandbrug - Zelensis - ZOAB - Zenvo - Zonnewagen - Zündapp - Zwickau